# بريندولا
بريندولا (بالإيطالية: Brendola)‏ هي مدينة و بلدية في مقاطعة فشنزة بمنطقة فنيتة، شمال إيطاليا.